# Зоркина, Зоя Васильевна
Зоя Васильевна Зоркина (1928 год, Тверская область) — рабочая Очхамурского совхоза имени Сталина Министерства сельского хозяйства СССР, Кобулетский район, Аджарская АССР, Грузинская ССР. Герой Социалистического Труда (1951).

## Биография
Родилась в 1928 году в крестьянской семье в одном из сельских населённых пунктов на территории современной Тверской области. После окончания местной школы в 1944 году переехала в Кобулетский района Аджарской АССР, где стала трудиться на чайной плантации Очхамурского совхоза имени Сталина (с 1961 г. — имени XXII съезда КПСС), директором которого был Иван Самсонович Путуридзе.
В 1949 году собрала 5217 килограмма чайного листа на участке площадью 0,5 гектаров и в 1950 году — 6059 килограмм на площади 0,5 гектаров. Указом Президиума Верховного Совета СССР от 27 июля 1951 года удостоена звания Героя Социалистического Труда за «получение в 1950 году высоких урожаев сортового зелёного чайного листа» с вручением ордена Ленина и золотой медали «Серп и Молот» (№ 6628).
Этим же указом званием Героя Социалистического Труда были награждены директор совхоза Иван Самсонович Путуридзе, заведующий отделением Александр Дмитриевич Имнаишвили, старший агроном Шалва Сардионович Грдзелидзе и рабочая Елена Савельевна Плахотникова.
Дальнейшая судьба не известна.
Награды
- Герой Социалистического Труда
- Орден Ленина — дважды (31.07.1950; 1951)
- Медаль «За трудовую доблесть» (05.07.1949)